# Provinz Atalaya
Die Provinz Atalaya liegt in der Region Ucayali im Osten von Peru. Sie wurde am 1. Juni 1982 gegründet. Die Provinz hat eine Fläche von 38.924 km². Beim Zensus 2017 lebten 49.324 Menschen in der Provinz. 10 Jahre zuvor lag die Einwohnerzahl bei 43.933. Verwaltungssitz ist die am Westufer des Río Ucayali gelegene Stadt Atalaya.

## Geographische Lage
Die Provinz Atalaya erstreckt sich über das Amazonastiefland. Sie besitzt eine Längsausdehnung in Nord-Süd- sowie West-Ost-Richtung von etwa 200 km. Die Provinz reicht im Westen bis zum Sira-Gebirge. Der Río Ucayali, dessen rechter Quellfluss Río Urubamba, sowie der Río Yurúa durchfließen die Provinz in nördlicher Richtung.
Die Provinz Atalaya grenzt im Nordosten an Brasilien, im Osten an die Provinz Purús, im Südosten an die Region Madre de Dios, im Süden an die Region Cusco, im Südwesten an die Region Junín, im Westen an die Region Pasco sowie im Norden an die Provinz Coronel Portillo.

## Verwaltungsgliederung
Die Provinz Atalaya gliedert sich in folgende vier Distrikte. Der Distrikt Raimondi ist Sitz der Provinzverwaltung.
| Distrikt | Verwaltungssitz |
| -------- | --------------- |
| Raimondi | Atalaya         |
| Sepahua  | Sepahua         |
| Tahuanía | Bolognesi       |
| Yurúa    | Breu            |